# Hottentotta vinchu
Espèce
Hottentotta vinchu est une espèce de scorpions de la famille des Buthidae.

## Distribution
Cette espèce est endémique du Maharashtra en Inde. Elle se rencontre dans le ghat Amboli et le ghat Chorla.

## Description
Le mâle holotype mesure 44,20 mm, les mâles mesurent de 37,86 à 45,22 mm et les femelles de 40,53 à 58,18 mm.

## Publication originale
- Mirza, Ambekar & Kulkarni, 2019 : « A new species of scorpion of the genus Hottentotta Birula, 1908 from the Western Ghats, India (Scorpiones: Buthidae). » Arachnida - Rivista Aracnologica Italiana, vol. 5, no 12, p. 2-16.